# 戀愛講義
《戀愛講義》（法語：Leçons d' Amour）是中華電視公司監製的綜藝節目，內容以討論戀愛關係為主軸，並請到來賓及民眾加入討論。本節目以短劇單元《安室愛美惠》最為出名。

## 歷屆主持人
- 第一任：陶晶瑩
- 第二任：陶晶瑩、曾國城
- 第三任：陳建州、柳翰雅

## 單元

### 陶晶瑩時期

#### 陶子軍團
由陶晶瑩帶領舞團「陶子軍團」所表演的開場舞，搭配歌手伍佰的歌〈樹枝孤鳥〉。

#### 戀愛調查局
參與的觀眾、來賓及專家會針對該集的題目進行討論，並穿插現場民調、心理測驗及街頭訪問等內容。

### 陶晶瑩、曾國城時期
曾國城於第62集（1999年10月17日）加入主持。

#### 我比較愛你
請到數對情侶以類似情侶答嘴鼓的方式互相比較「誰最愛對方」，限時3分鐘，以促進情侶感情為目的，由現場觀眾選出的優勝者可獲得製作單位準備的獎品。

#### 愛喲!情書
請到幾對夫妻檔，藉由本單元以書寫情書的方式，重新表達對伴侶的愛意，優勝者可獲得製作單位準備的獎品。

#### 戀愛兩國論
「戀愛調查局」的進化版，不同點在於男女現場觀眾坐在分開的位置。

## 配樂
〈挪威的森林〉
主唱：伍佰
〈我要你的愛〉
主唱：葛蘭
〈說不出的快活〉
主唱：葛蘭
〈No Matter What〉
主唱：Boyzone
〈Do You Still Need Me〉
主唱：La Bouche
〈Fallin' In Love〉
主唱：La Bouche
〈Best Years of Our Lives〉
主唱：Baha Men

## 播出時間
本表僅供參考，可能與實際上播出的節目長度不同。

### 首播
| 頻道 | 所在地 | 播映日期                      | 播出時間                                      |
| ---- | ------ | ----------------------------- | --------------------------------------------- |
| 華視 | 臺灣   | 1998年7月17日－1999年9月17日  | 每週五 22:35 （隨八點檔連續劇時間調整）       |
| 華視 | 臺灣   | 1999年10月10日－2001年6月3日  | 每週日 22:00                                  |
| 華視 | 臺灣   | 2001年6月26日－2001年11月13日 | 每週二 21:00/21:30 （隨八點檔連續劇時間調整） |

## 註解
1. ↑  原定9月26日改至該時段，因發生921大地震，疑考量當時社會氣氛延期播出。